# Auw an der Kyll
Auw an der Kyll is een plaats in de Duitse deelstaat Rijnland-Palts, en maakt deel uit van de Eifelkreis Bitburg-Prüm. De gemeente is gelegen aan de Kyll.
Auw an der Kyll telt 122 inwoners.

## Bestuur
De plaats is een Ortsgemeinde en maakt deel uit van de Verbandsgemeinde Speicher.
Verbandsvrije stad:  Bitburg